# Неда
 Тази статия е за внучката на цар Самуил.  За реката вижте Неда (река).  
Неда е княгиня на Дукля, съпруга на великия жупан Стефан Воислав.
Дъщеря на Гаврил Радомир и внучка на българския цар Самуил. Става втора съпруга на Стефан Воислав, от когото има петима сина – Гоислав, Михаил, Саганек, Радослав, Предимир. След неговата смърт през 1043 година известно време управлява княжеството, заедно със синовете си.
Неда умира през 1046 година.